# Encarsia hispida
Encarsia hispida är en stekelart som beskrevs av De Santis 1948. Encarsia hispida ingår i släktet Encarsia och familjen växtlussteklar. Inga underarter finns listade i Catalogue of Life.